# Wikimanuale
Wikimanuale (în engleză Wikibooks, denumit și Wikimedia Free Textbook Project sau Wikimedia-Textbooks), este un wiki destinat creării de manuale cu conținut liber. Este un proiect al Fundației Wikimedia.

## În alte limbi

### Wikibooks cu peste 1,000 module de manuale
- Deutsch (German)
- English
- Español (Spanish)
- Français (French)
- עברית (Hebrew)
- Magyar (Hungarian)
- Italiano (Italian)
- 日本語 (Japanese)
- Nederlands (Dutch)
- Polski (Polish)
- Português (Portuguese)

### Wikibooks cu peste 100 module de manuale
- العربية (Arabic)
- Bahasa Indonesia (Indonesian)
- Български (Bulgarian)
- Català (Catalan)
- 中文 (Chinese)
- Čeština (Czech)
- Dansk (Danish)
- Englisc (Old English)
- Esperanto
- فارسی (Persian
- Galego (Galician)
- Íslenska (Icelandic)
- 한국어 (Korean)
- Lietuvių (Lithuanian)
- Македонски (Macedonian)
- Norsk (Norwegian)
- русский (Russian)
- српски (Serbian)
- Shqip (Albanian)
- Slovenčina (Slovak)
- Suomi (Finnish)
- Svenska (Swedish)
- தமிழ் (Tamil)
- ไทย (Thai)
- Türkçe (Turkish)
- українська (Ukrainian)

### Wikibooks cu peste 10 module de manuale
- Alemannisch (Alemannic German)
- Հայերեն (Armenian)
- Беларуская (Belarusian)
- বাংলা (Bengali)
- Bosanski (Bosnian)
- Basa Sunda (Sundanese)
- Чӑваш (Chuvach)
- Cymraeg (Welsh)
- Dorerin Naoero (Nauruan)
- Ελληνικά (Greek)
- Eesti (Estonian)
- Frysk (West Frisian)
- ქართული (Georgian)
- Ελληνικά (Greek)
- Hrvatski (Croatian)
- Interlingua
- Interlingue
- Kurdî / كوردی (Kurdish)
- Latina (Latin)
- മലയാളം (Malayalam)
- मराठी (Marathi)
- Română (Romanian)
- Simple English
- Slovenščina (Slovenian)
- Tagalog
- తెలుగు (Telugu)
- Tatar
- Tiếng Việt (Vietnamese)
- اردو (Urdu)